# Fredrik Bergenstråhle
Johan Fredrik Göstasson (Gson) Bergenstråhle, född 23 september 1926 i Stockholm, död 10 februari 2005, var en svensk diplomat och ambassadör.

## Biografi
Bergenstråhle var son till överste Gösta Bergenstråhle och Greta Löfgren. Han tog juristexamen i Stockholm 1950, tjänstgjorde vid Sveriges riksbank och Sveriges allmänna exportförening 1951-1952 innan han blev attaché vid Utrikesdepartementet (UD) 1952. Bergenstråhle tjänstgjorde i Bonn 1954-1956, var ambassadsekreterare i Rio de Janeiro 1956-1961, byrådirektör vid UD 1961-1965, ambassadråd i Bryssel 1965-1971, ambassadråd och tillförordnad chargé d’affaires i Kuala Lumpur 1971-1975, ambassadör i Bagdad 1975-1979, generalkonsul i San Francisco 1979-1980, ambassadör i Jidda, Muskat och Sanaa 1980-1984, förhandlare vid UD 1985 (tjänstledig från UD), tjänstgjorde vid Astra Pharmaceuticals International England 1986-1988, ambassadör i Bogotá från 1989.
Han gifte sig 1956 med Wilhelmina (Willy) de Weerd (född 1927), dotter till direktören Gerrit Jan de Weerd och Jeanette Aleida, född Kloosterboer.
Under sin tid som chargé d’affaires i Kuala Lumpur 1975 togs Bergenstråhle som gisslan under drygt 80 timmar av Japanska röda armén men släpptes oskadd.